# Mont-Royal-Tunnel
Der Mont-Royal-Tunnel, französisch Tunnel sous le mont Royal oder Tunnel du mont Royal, englisch Mount Royal Tunnel, ist ein Eisenbahntunnel in Montreal in der kanadischen Provinz Quebec. Der im Jahr 1918 eröffnete Tunnel unterquert den Mont Royal, den Hausberg der Stadt, und ist nach dem Mount-Macdonald-Tunnel und dem Connaught-Tunnel der drittlängste Tunnel Kanadas. Er verbindet den Gare Centrale im Stadtzentrum mit der Nordseite der Île de Montréal und Deux-Montagnes.
Der ursprünglich von Fernzügen der Canadian Northern Railway nach Ottawa benutzte Tunnel wurde immer elektrisch betrieben. Seit den 1960er-Jahren nutzen nur noch Vorortzüge den Tunnel. Diese wurden seit 1996 von der Agence métropolitaine de transport betrieben, seit 2017 ist exo dafür zuständig. Bis Dezember 2014 führte einzig die Linie nach Deux-Montagnes durch den Tunnel, danach auch diejenige nach Mascouche. Ende 2023 werden die Vorortzüge durch jene des Réseau express métropolitain (REM) ersetzt, einer zurzeit im Bau befindlichen Schienenverkehrssystem.
Das Lichtraumprofil des Tunnels beschränkt die Höhe der Fahrzeuge auf 4,42 m, weshalb für die Vorortzüge Bombardier-MultiLevel-Doppelstockwagen anstatt der weiter verbreiteten BiLevel-Doppelstockwagen desselben Herstellers eingesetzt werden müssen.

## Geschichte

### Projekt

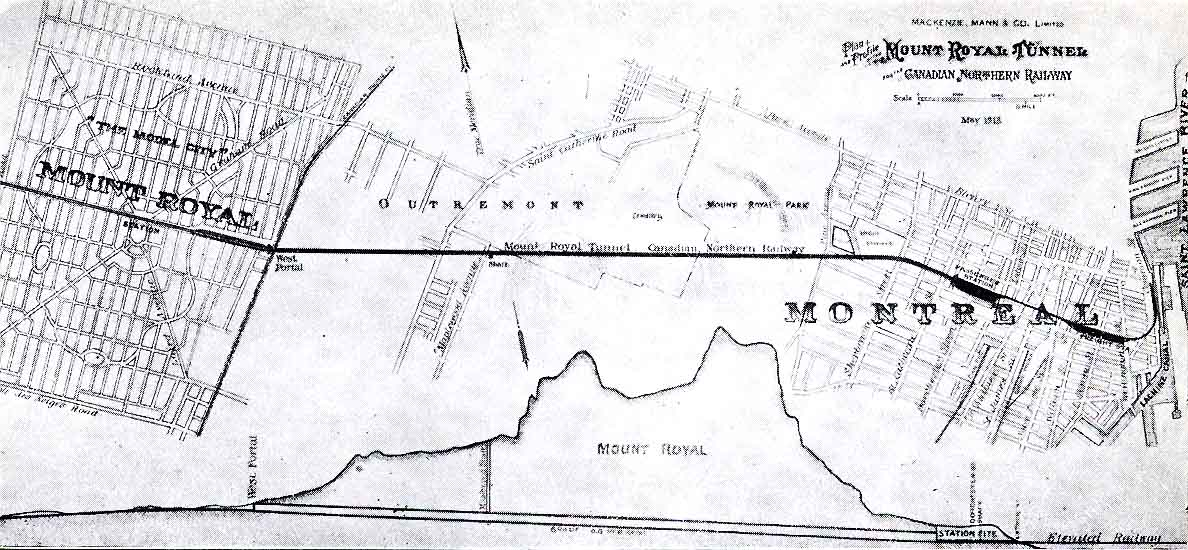
Projektplan des Tunnels mit der Modellstadt

Der Tunnel wurde 1910 von der Canadian Northern Railway (CNoR) erdacht, um einen Zugang zum Stadtzentrum Montreals zu erhalten. Die einfachen Streckenführungen entlang der Südseite des Mont Royal waren bereits durch die Konkurrenzgesellschaften Canadian Pacific Railway (CP) und Grand Trunk Railway (GTR) belegt, so dass eine CNoR-Strecke die Gleise der Konkurrenzgesellschaften hätte überqueren müssen. Die CNoR verwarf eine Streckenführung nördlich und östlich um den Mont Royal herum zugunsten einer direkten Linie durch den Berg.
Um den teuren Tunnel finanzieren zu können, plante die CNoR den Bau der Modellstadt Mont-Royal auf geringwertigem Landwirtschaftsland nördlich des Mont Royal. Weiter plante die CNoR einen eigenen Bahnhof mit dazugehörigen Büro- und Verkaufsflächen auf preisgünstigem Land an der Rue de La Gauchetière und der Avenue McGill College. Mehrere Bauernhöfe, welche die Montreal-Melone anbauten, wurden für den Bahnbau aufgekauft. Die Grundstücke mussten für über 1.500.000 kanadische Dollar erworben werden, nachdem die Eigentümer von den Bahnbauplänen erfahren und die Grundstückspreise in die Höhe getrieben hatten.

### Bau des Tunnels
Im Jahr 1911 gründete die CNoR für den Bau des Tunnels und des Bahnhofs im Stadtzentrum die Tochtergesellschaft Canadian Northern Montreal Tunnel and Terminal Company, die 1914 in Mount Royal Tunnel and Terminal Company umbenannt wurde. Der Bau begann am 8. Juli 1912 am Westportal. Der Durchschlag erfolgte am 10. Dezember 1913, wobei die Abweichung der von Westen und von Osten ausgebrochenen Röhren 2,5 cm betrug. Der Tunnel ist 4,8 km lang und steigt gegen Westen mit einer Neigung von 6 ‰ an.
Die CNoR bestellte 1914 bei General Electric sechs elektrische Boxcab-Lokomotiven für den Tunnelbetrieb, die 1917 geliefert wurden. Die Betonauskleidung der Tunnelröhre war 1916 fertiggestellt, die zwei Gleise mit 2400-V-Gleichspannungs-Oberleitung waren im September 1918 eingebaut.
Am 6. September 1918 wurde die zahlungsunfähige CNoR verstaatlicht und der Verwaltungsrat durch einen von der Bundesregierung bestellten Vorstand ersetzt. Diesem wurde gleichzeitig die Betriebsführung der Canadian Government Railways (CGR) übertragen. Am 20. Dezember 1918 befahl der Kanadische Kronrat die Gründung der Canadian National Railways (CNR) zur Betriebsführung der CNoR, der CGR und anderer bankrotten Privatbahnen. Im Jahr 1923 übernahm die CNR auch die GTR und erhielt dadurch deren besser geeignete Strecken für die Züge vom Stadtzentrum von Montreal nach Ottawa und Toronto. Die Strecke durch den Mont-Royal-Tunnel wurde zur Nebenlinie degradiert, blieb aber trotzdem wichtig für den Vorortverkehr.
Die CNR übernahm den Tunnel bei seiner Fertigstellung zusammen mit den praktisch leeren Ländereien, auf denen die ehemaligen Besitzer der CNoR die Musterstadt errichten wollten. Zwischen den 1930er- und den 1960er-Jahren realisierte die CNR einzelne Überbauungen auf dem Land, die Weltwirtschaftskrise und der Zweite Weltkrieg unterbrachen aber die Bautätigkeit.

### Bau des Hauptbahnhofes
Im Jahr 1931 begann der Bau des neuen Hauptbahnhofs von Montreal. Mit der Eröffnung des Gare Centrale am 14. Juli 1943 konnten das in der Nähe gelegene Provisorium der CNoR und der Gare Bonaventure der ehemaligen GTR geschlossen werden. Gegen Ende der 1950er-Jahre begann die CNR die restlichen von der CNoR gekauften Grundstücke im Stadtzentrum zu bebauen. 1958 wurde das Queen Elizabeth Hotel eröffnet, noch bevor die CNR 1960 zur Canadian National (CN) wurde. 1961 folgte der Hauptsitz der neuen Gesellschaft und 1962 der Wolkenkratzer Place Ville-Marie. Anfang der 1980er-Jahre wurde die Fahrleitungsspannung von 2400 V auf 3000 V angehoben.
1961 präsentierte Montreals Bürgermeister Jean Drapeau den ersten Plan zum Bau der späteren Metro Montreal. Neben der grünen Linie 1 und der orangen Linie 2, die in der geplanten Form verwirklicht wurden, war auch eine rote Linie 3 vorgesehen. Sie sollte durch den Tunnel führen und die Innenstadt mit Outremont, Mont-Royal, Saint-Laurent und Ahuntsic-Cartierville verbinden. Die Verhandlungen mit den damals eigenständigen Gemeinden zogen sich in die Länge und als Montreal den Zuschlag zur Durchführung der Expo 67 erhielt, verschoben sich die Prioritäten hin zur gelben Linie 4. Der Bau der roten Linie wurde zurückgestellt und schließlich ganz aufgegeben.
Am 1. Juli 1982 unterschrieb die CN einen Zehnjahresvertrag mit der Société de transport de la communauté urbaine de Montréal (STCUM, seit 2002 Société de transport de Montréal bzw. STM) für den Betrieb des neu von der STCUM bestellten Vorortverkehrs. Die Provinzregierung Québecs gab am 12. Februar 1992 bekannt, dass die Strecke durch den Mont-Royal-Tunnel für 289 Millionen kanadische Dollar (CAD) modernisiert werden sollte, wobei Bombardier den Auftrag für die Lieferung der 58 neuen Vorortzüge im Wert von 130 Millionen CAD erhielt. Tunnel und Bahnhöfe wurden renoviert, die Gleise und elektrischen Anlagen erneuert sowie die Signalisierung auf Centralized Traffic Control (CTC) umgestellt.

### Neue Nutzungen des Tunnels

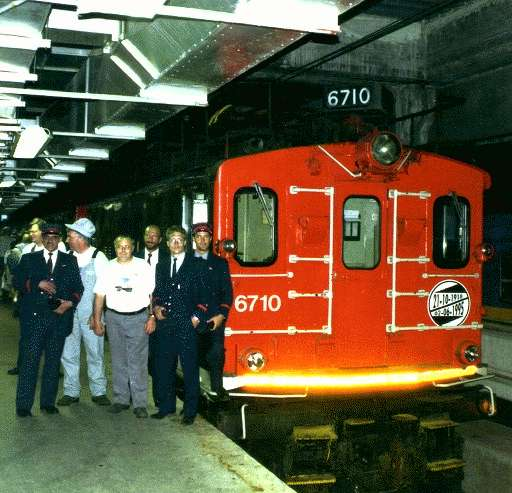
Die erste der sechs elektrischen Boxcab-Lokomotiven auf ihrer letzten Fahrt. Sie war von 1918 bis 1995 auf der Vorortstrecke nach Deux-Montagnes eingesetzt.

Am 2. Juni 1995 wurde die letzte Boxcab-Lokomotiven ausrangiert. Die aus den 1910er-Jahren stammenden Lokomotiven standen beinahe 80 Jahre lang im Einsatz. Die Bahnstromversorgung wurde von 3000 V Gleichstrom auf 25 kV 60 Hz Wechselstrom umgestellt, worauf der Betrieb mit den neuen Triebzügen begann. Mit der Umstellung der Fahrleitungsspannung verkehrten auch die Via-Rail-Züge von und nach der Stadt Québec und Nord-du-Québec nicht mehr durch den Tunnel. Die Züge erreichten den Hauptbahnhof bergab rollend ohne Traktion, da der Betrieb von Diesellokomotiven im Tunnel wegen des kleinen Lüftungsschachts verboten war. Für die Ausfahrt wurden den Zügen Boxcab-Lokomotiven vorgespannt. 1996 ging der Betrieb der Vorortzüge von der STCUM an die Agence métropolitaine de transport (AMT) über, die 2017 von exo abgelöst wurde.
Am 28. Februar 2014 gaben AMT und CN bekannt, dass AMT die Strecke nach Deux-Montagnes von CN für 97 Millionen CAD abgekauft hatte. Der Kaufvertrag räumte der CN das Mitnutzungsrecht an der Strecke für Güterverkehr ein, wobei diese Züge nur außerhalb der Hauptverkehrszeiten zwischen 08:30 und 15:30 Uhr sowie zwischen 20:30 und 05:30 Uhr verkehren durften.
Philippe Couillard, der Premierminister von Québec, kündigte am 13. Januar 2015 an, dass die Caisse de dépôt et placement du Québec (CDPQ) den Auftrag erhalten habe, ein neues Schienenverkehrssystem für Montreal und Umgebung zu planen und zu bauen. Am 22. April 2016 präsentierten Bürgermeister Denis Coderre und Michel Sapia, der CEO der CDPQ, der Öffentlichkeit das Großprojekt Réseau électrique métropolitain (seit Februar 2018 Réseau express métropolitain bzw. REM genannt) – ein aus dem Zusammenfügen mehrerer früherer Teilprojekte zu errichtendes Streckennetz von 67 km Länge.
Der Tunnel ist seit dem 11. Mai 2020 und voraussichtlich bis Ende 2023 für jeglichen Schienenverkehr gesperrt. Während dieser Zeit wird er für die Einführung des REM vollumfänglich modernisiert und an die Anforderungen eines fahrerlosen U-Bahn-Betriebes angepasst. Ebenso wird er um die beiden neuen Tunnelbahnhöfe McGill und Édouard-Montpetit ergänzt, die Umsteigemöglichkeiten zur Metro bieten werden. Letzterer liegt 70 Meter unter der Oberfläche und 58 Meter unter der hier kreuzenden Metrolinie 5. Der sehr harte Felsen in diesem dicht besiedelten Gebiet erforderte beim Bau des Hauptschachts den Einsatz vieler kleiner kontrollierter Sprengladungen, überwacht von rund 20 Seismographen. Die dabei entstandenen Gesteinsbrocken wurden dann mit einem Kran ausgebaggert und mit Lastwagen abtransportiert.